# Karl Ernst Roessler
Karl Ernst Roessler (* 12. Oktober 1919 in Berlin; † 3. November 2012) war ein deutscher Journalist.

## Werdegang
Nach dem Abitur in Berlin studierte Roessler von 1937 an Rechtswissenschaften. Nebenher absolvierte er eine journalistische Ausbildung beim Berliner Lokalanzeiger. Der Kriegsdienst unterbrach sein Studium. 1941 legte er das erste juristische Staatsexamen ab.
Im August 1951 kam er zum Donaukurier in Ingolstadt. Er schrieb zunächst für die Lokalredaktionen, dann lange Zeit für das Feuilleton. 1968 wurde er Chefredakteur, später auch Mitglied der Geschäftsführung. Im Februar 1985 trat er in den Ruhestand.